# Broszkowice
Broszkowice is een plaats in het Poolse district Oświęcimski, woiwodschap Klein-Polen. De plaats maakt deel uit van de gemeente Oświęcim en telt 595 inwoners.